# Militärövning

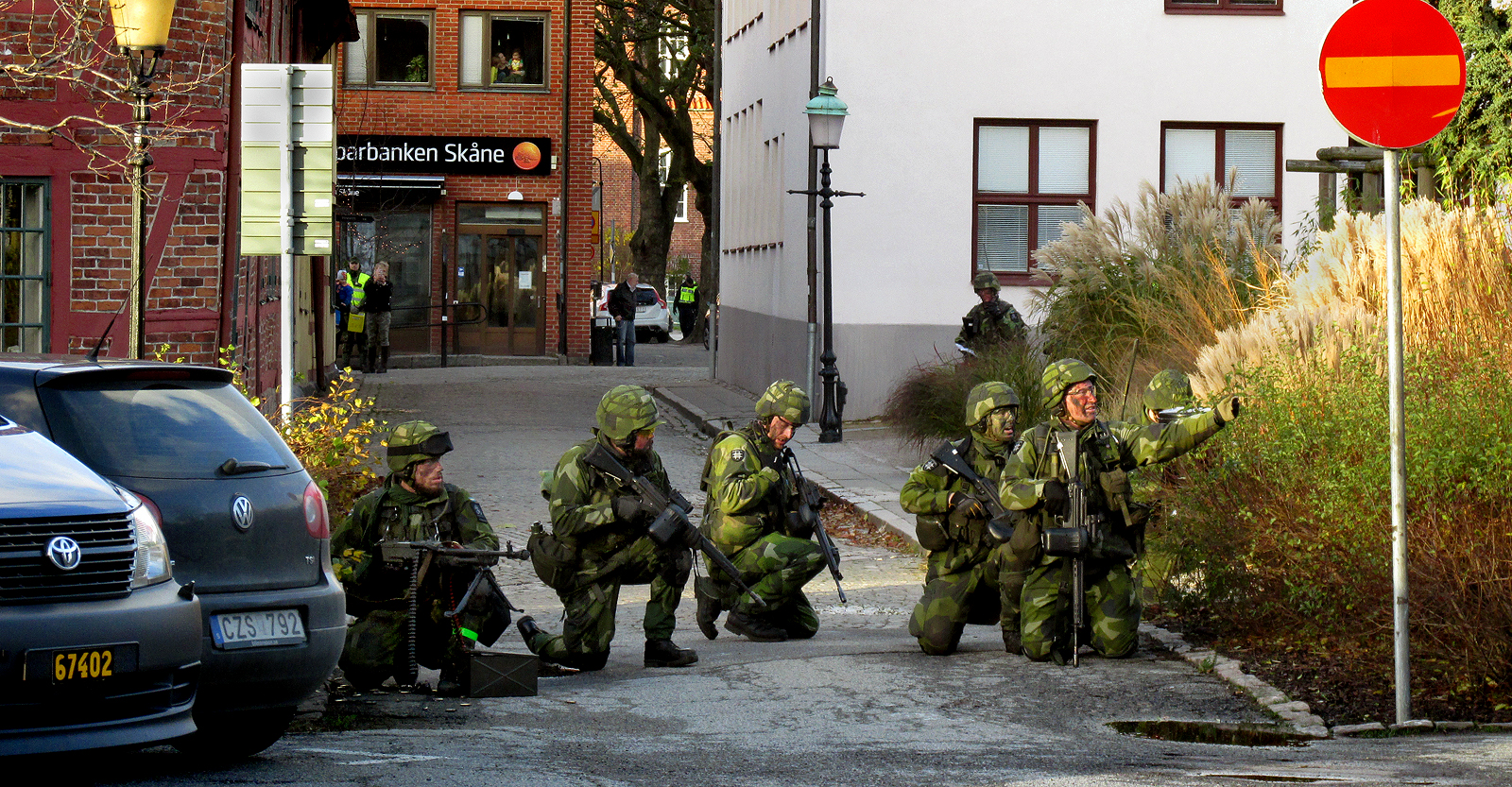
Militärövning i Ystad, 14 nov 2015. Rådhuset försvaras.

En militärövning (även manöver) är då militära styrkor övar sig inför tänkta inre och yttre hot, som krig och terrorism. Militärövning kan ske inom samma försvarsgren, med olika stridskrafter ur olika försvarsgrenar, eller genom att länder övar tillsammans. Att länder deltar i övningar tillsammans ses ofta som en del i arbete för fred och ömsesidig förståelse. 
Syftet med övningar är att höja respektive utvärdera ett förbands, eller en försvarsmakts, förmåga. Ytterligare ett viktigt syfte är att signalera, dels närvaro och dels förmåga, både till allmänheten och till omvärlden. Övningar syftar också till att öka motivationen i den egna organisationen. Det har även förekommit att övningar har utnyttjats för att maskera en militär styrkeuppbyggnad i ett område, t.ex. inför ett överraskande anfall. Därför ska större övningar alltid anmälas i förväg enligt OSSE:s Wiendokument.

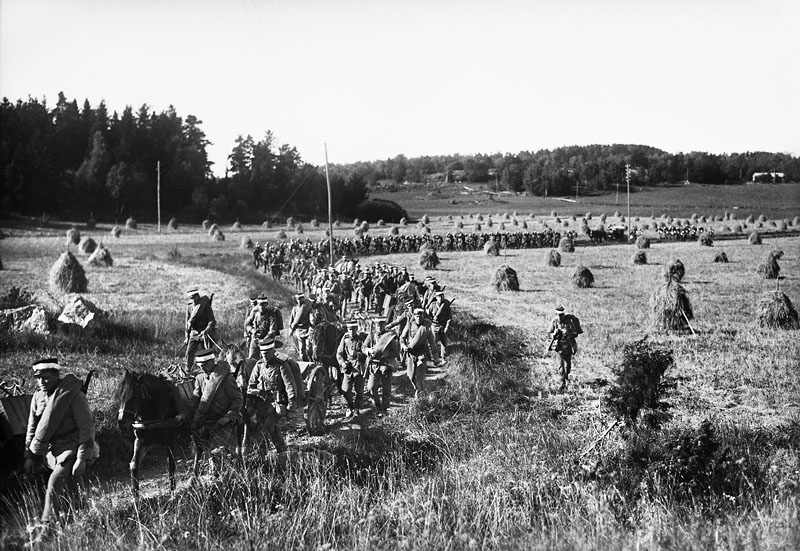
Manöver på Järvafältet 1917.

De som spelar fiender under fredstida övningar kallas B-styrka.   

## Historia
Moderna militärövningar har anor från 1700-talets Preussen där Fredrik den store lät organisera en vältränad och inövad armé för maximal effektivitet och regelbundna övningar för att trupperna förutsägbart skulle lyda särskilda manöverkommandon. Detta var till skillnad från hur arméer hade fungerat under tidigare århundraden. Idén till Kriegsspiele kom 1812 under Napoleonkrigen och innebar att man med ett brädspel skulle simulera ett fältslag och där tärningsinslaget skulle stå för oförutsägbara element såsom väder, moral och krigsdimma.  

## Typer av militärövningar
I Sverige indelas militärövningar traditionellt i följande typer:
- Försvarsmaktsövning (FMÖ) - Gemensam övning för större delar av Försvarsmakten
- Krigsförbandsövning (KFÖ) - Övning av krigsförband i sin helhet
- Särskild övning (SÖ) - Övning av befäl och nyckelpersonal alternativt del av krigsförband
- (Särskild) Fackövning - Övning av personal i viss befattning som fordrar särskild repitionsutbildning
- Mönstringsövning (MÖ) - Övning av mobilisering av krigsförband med korta mobiliseringstider
- Mobiliseringsgenomgång (MG) - Övning av mobilisering av nyckelpersonal

## Galleri

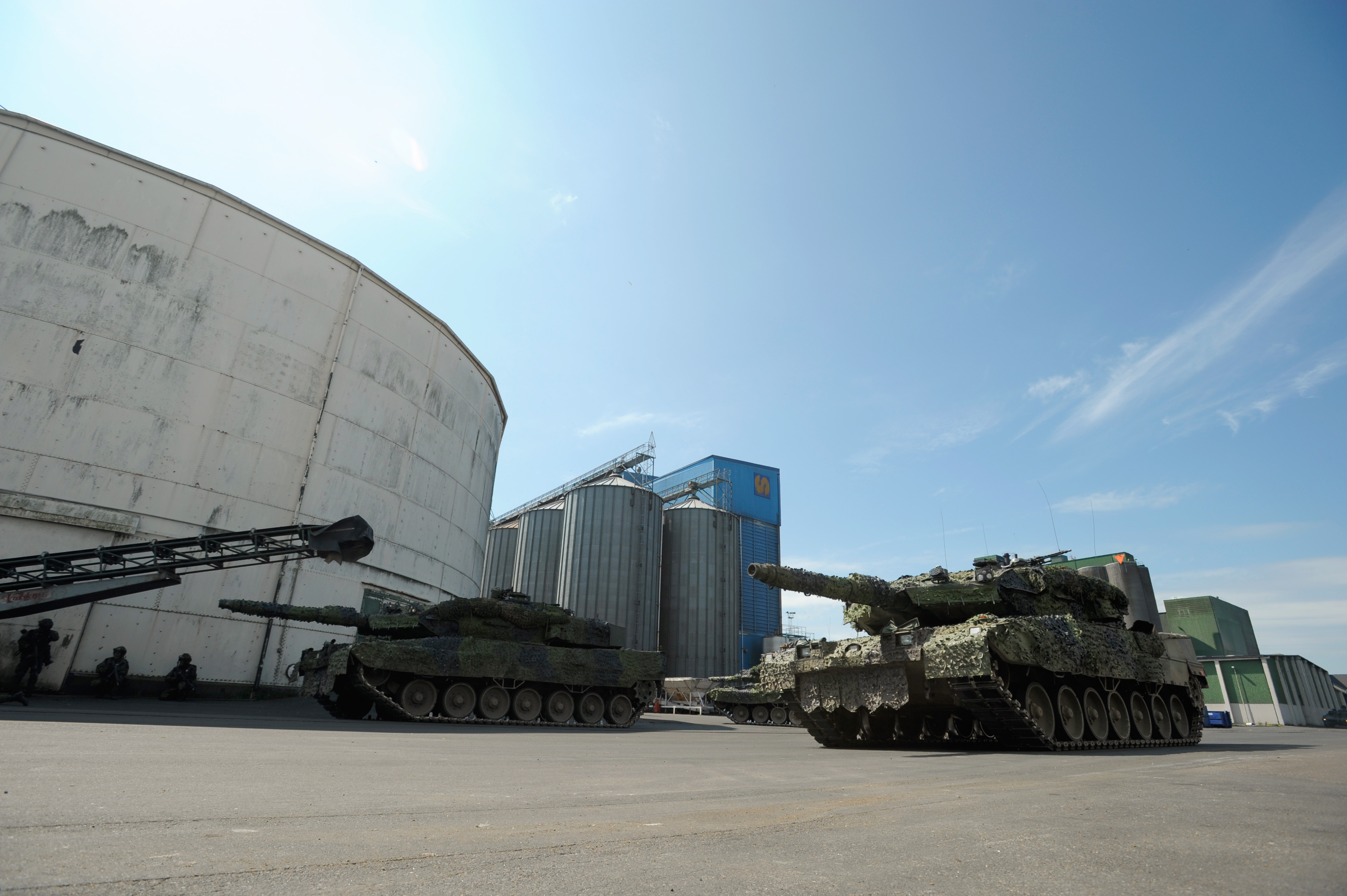
Stridsvagnar under övningen Joint Challenge 2010 i Åhus hamn.
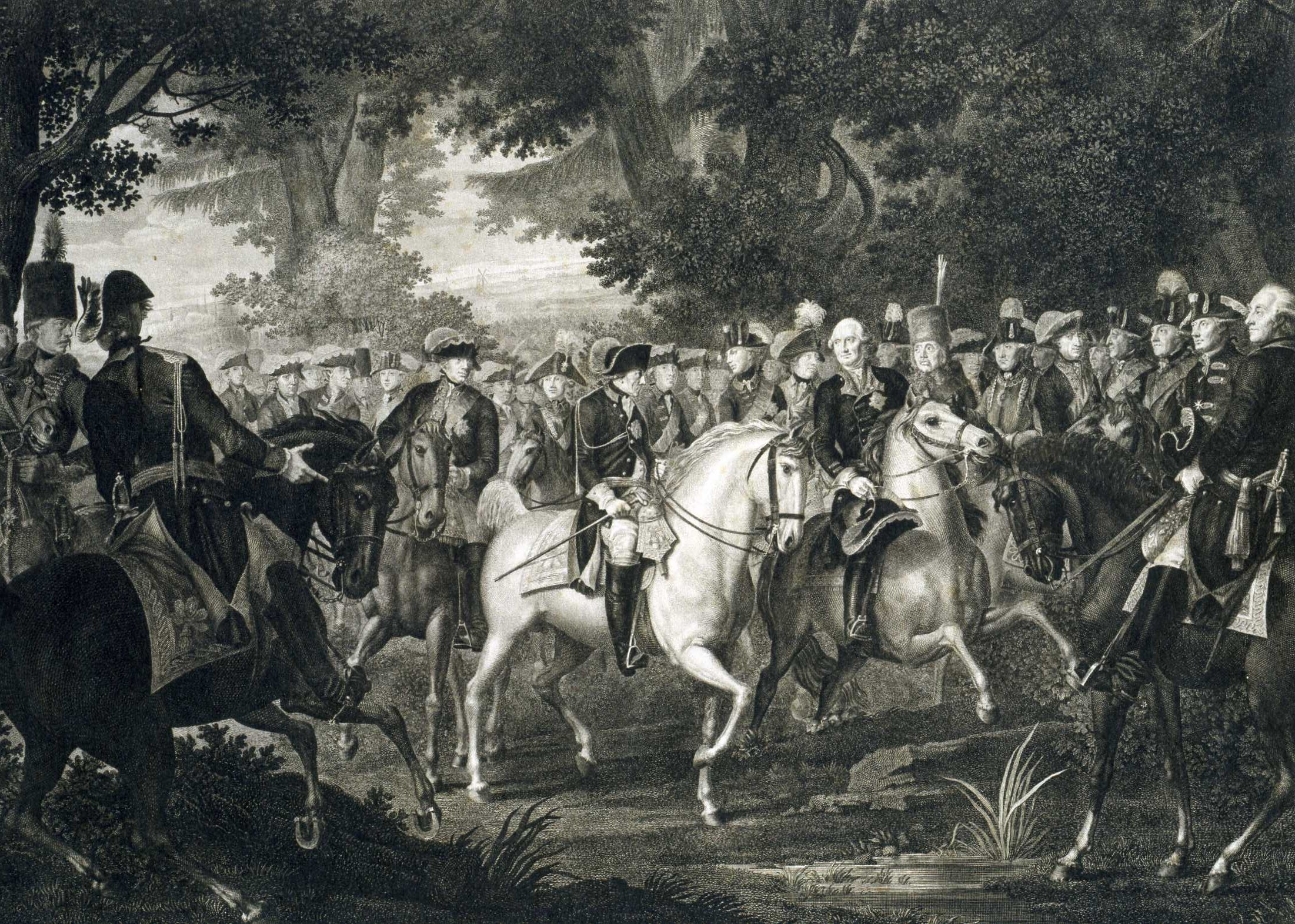
Fredrik den Store på en manöver vid Dähling.
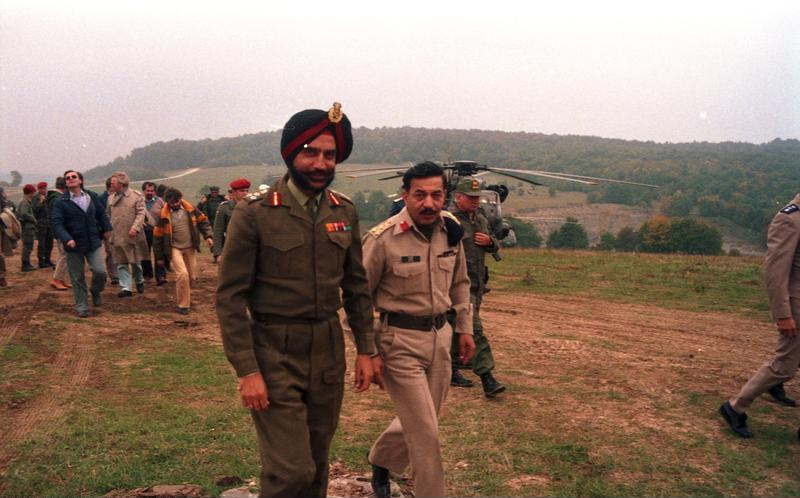
Utländska observatörer på en övning i dåvarande Västtyskland 1986.
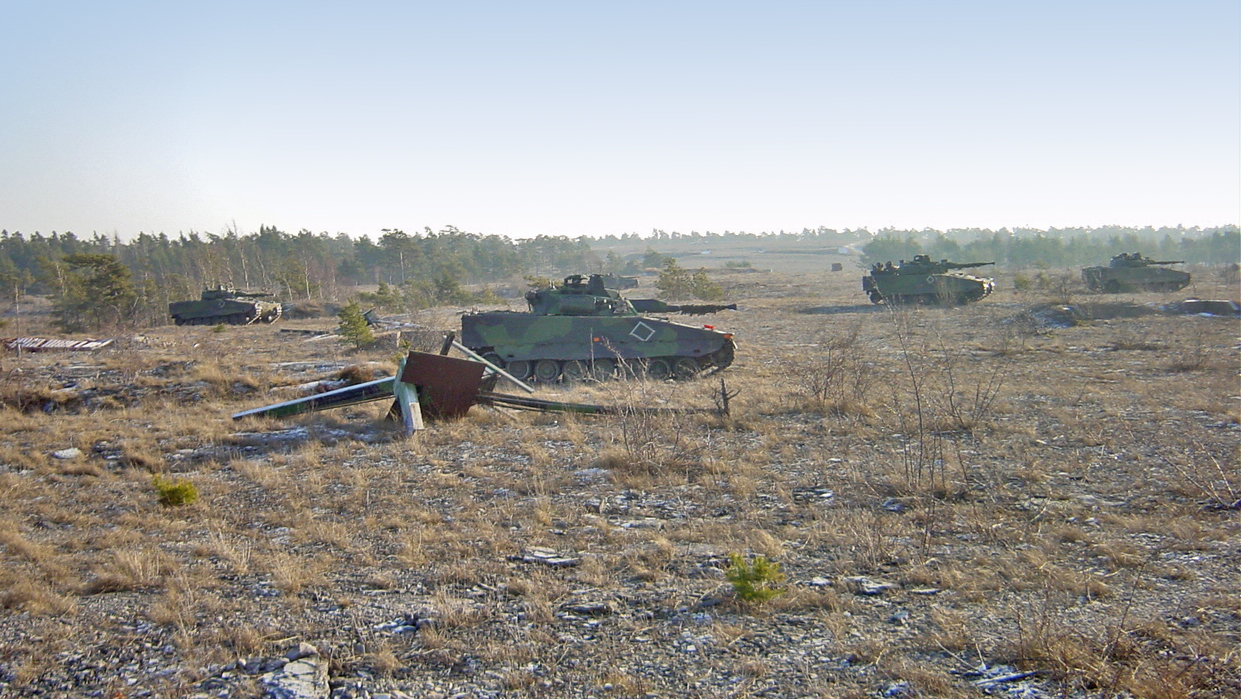
Stridsfordon 90 på Tofta skjutfält, Gotland, 2005.
- Film från militärövning i Ystad 2015.